# Þór Akureyri
El Íþróttafélagið Þór, més conegut com a Þór Akureyri o Thór Akureyri, és un club de futbol islandès de la ciutat de Akureyri.

## Història
Fundat el 1915, és un club poliesportiu amb seccions de futbol femení, basquetbol, handbol i taekwondo.

## Futbol masculí
El major èxit de la secció de futbol fou la final de la Copa islandesa assolida l'any 2011.

### Palmarès
- Segona divisió islandesa de futbol: 
  - 2001, 2012

## Futbol femení
Des de 1999 la secció femenina juga fusionat amb el KA sota el nom Þór/KA. El club ha participat diversos cops en competició europea. A nivell nacional destaca la lliga assolida la temporada 2012.

### Palmarès
- Lliga islandesa de futbol femenina: 
  - 2012
- Segona divisió islandesa de futbol femenina: 
  - 1983, 1999[5]

## Basquetbol

### Palmarès
- Primera divisió islandesa de bàsquet: 
  - 1966-67, 1976-77, 1993-94, 2004-05, 2006-07, 2015-17
- Segona divisió islandesa de bàsquet: 
  - 1981-82, 2002-03

## Handbol
Les seccions d'handbol de Þór i KA es fusionaren la temporada 2006-07 formant el club Akureyri handboltafélag.